# Francesco Maria Accinelli
Francesco Maria Accinelli (Genova, 23 de abril de 1700 – Genova, 7 de outubro de 1777) foi um historiador e geógrafo da Itália.
Nascido no bairro de Pré em Genova, depois de estudar literatura foi ordenado sacerdote. A maior parte da sua produção permanece manuscrita. Parte destes manuscritos podem ser requeridos na  Biblioteca Civica Berio em Genova.
Morreu em Genova, na casa de Vico Tacconi numero 17.

## Obras
- Memorie Istorico-Geogr.-Politiche della Corsica (Memória Histórico-geográfica-política da Córsega) (1739).
- Dizionario ecclesiastico di Genova (Dicionário eclesiástico de Genova) (1759).
- Storia di Corsica (História de Córsega) (1767).
- Atlante Ligustico (1774).